# Croton verrucosus
Espèce
Croton verrucosus est une espèce de plantes à fleurs du genre Croton et de la famille des Euphorbiaceae, présente au sud est du Brésil.
Elle a pour synonymes :
- Croton echinocarpus, Müll.Arg., 1865